# 偷心賊
是一部2013年上映的韓國浪漫愛情電影，讲述女小偷與男警察之間的愛情故事。

## 演員陣容
- 金亞中 飾 尹真淑（粵語配音：曾秀清）
  - 金艺媛 饰演 童年时期的真淑
- 周元 飾 李虎泰（粵語配音：關令翹）
- 朱鎮模 飾 局長（粵語配音：陳永信）
- 白道斌 飾 吳警衛（粵語配音：麥皓豐）
- 裴晟佑 飾 朴警長（粵語配音：雷霆）
- 黃泰光 飾 李刑警
- 金民成 飾 趙刑警
- 姜敏晶 飾 羅刑警
- 朴永雄 飾 馮刑警
- 池尚敏 飾 池刑警
- 南延佑 飾 卓刑警
- 姜德重 飾 崔刑警
- 金荣柱 饰 李医生
- 李清熙 飾 真淑的下屬
- 朴恩英 饰 朴女士
- 李泰亨 饰 老李
- 劉在明 飾 醫生
- 李恩彩 饰 护士
- 車清華 饰 人权团体代表
- 廉智詠 飾 采访记者
- 柳正浩 饰 采访记者
- 宋英载 饰 药师
- 金利媛 饰 太太
- 閔慶珍 飾 別墅主人
- 洪允和 飾 李淑子（粵語配音：鄭麗麗）
- 李龍女 飾 賣房子的人
- 宋智賢 饰 人行横道上接吻的女子
- 刘爱京 飾 虎泰的前女友
- 朴荷娜 饰 虎泰家中餐馆配送员
- 李佳京 饰 别墅家的媳妇
- 尹永均 饰 高利贷队长
- 李世朗 饰 淑子的母亲
- 周錫泰 飾 尹真淑的父亲
- 車太鉉 飾 李虎泰鄰居（友情出演）（粵語配音：黃啟昌）
- 朴哲民 飾 大叔（友情出演）（粵語配音：朱子聰）
- 金希沅 飾 拍賣行主持人（友情出演）（粵語配音：葉振聲）
- 金史熙 飾 茱莉（特别出演）
- 申承煥 飾 酒吧兼職人員（特别出演）
- 李相勳 飾 保安人員（特别出演）

## 外部連結
- NAVER上《偷心賊》的資料
- 韩国电影数据库（KMDb）上《偷心賊》的資料
- 互联网电影数据库（IMDb）上《偷心叛侶》的资料（英文）
- 豆瓣电影上《偷心賊》的資料 （简体中文）
- 《偷心賊》在HanCinema的页面（英文）
- Box Office Mojo上《偷心賊》的資料（英文）
- 爛番茄上《偷心賊》的資料（英文）